# Bungle Bungle

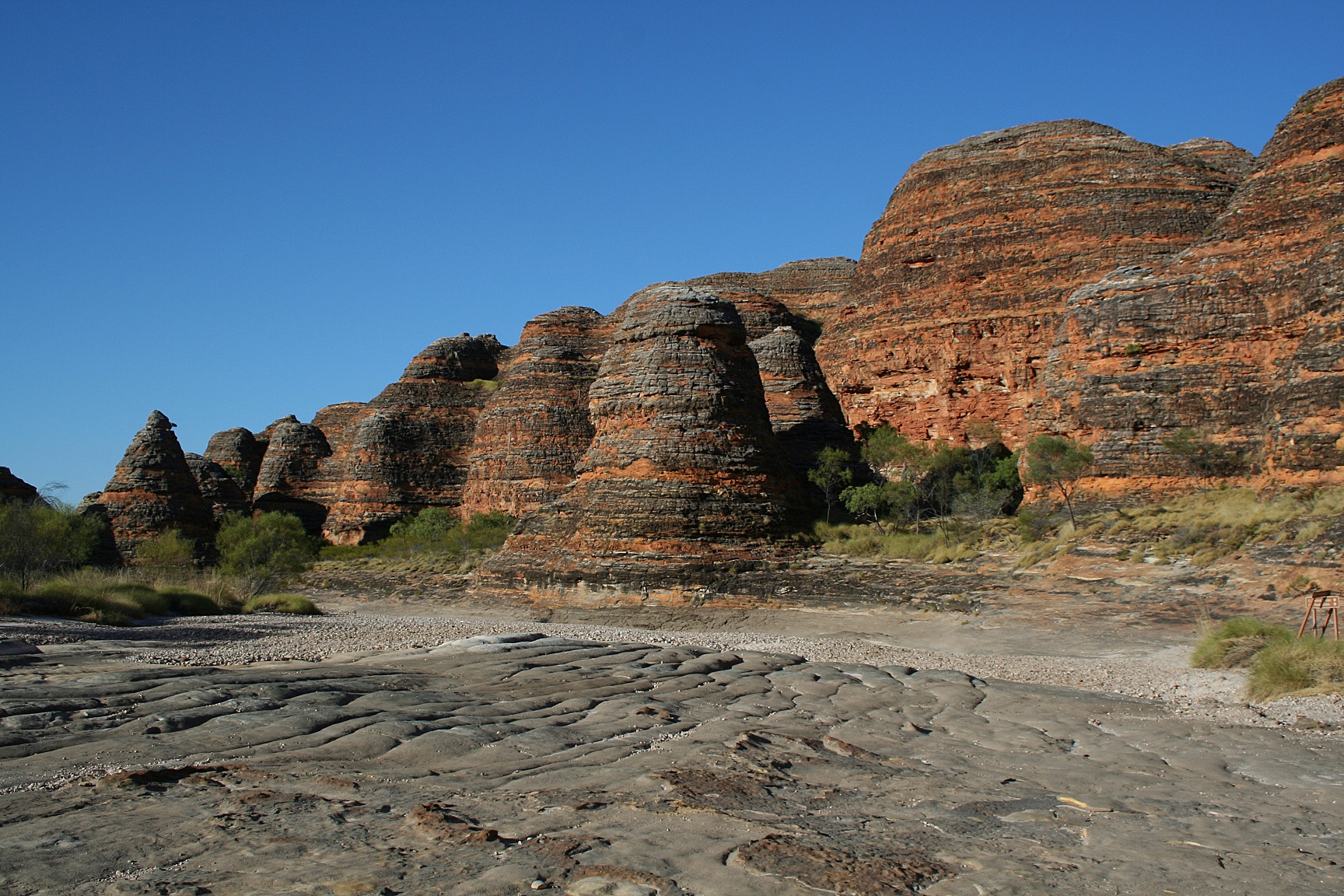
„Bienenkörbe“ in der Nähe der Cathedral Gorge

Bungle Bungle Range

Cathedral Gorge (Randzone der Bungle Bungle Range)

Die Bungle Bungle sind eine weltweit singuläre Sandstein-Erscheinungsform im Purnululu-Nationalpark mit an Bienenkörbe erinnernden Kuppen (auch Dome genannt) in der Region Kimberley (Western Australia).

## Geschichte
Dem Kija-Aboriginalstamm war die Bergkette seit rund 20.000 Jahren bekannt. Die Ureinwohner nannten das Gebiet Purnululu, in ihrer Sprache das Wort für „Sandstein“.
Eine 1930 gegründete Farm in der flachen Savanne nordwestlich der Bergkette erhielt von Arthur Muggleton den Namen Bungle Bungle. Diese Namensetymologie ist unklar und beruht auf einem Missverständnis, möglicherweise eine Verballhornung von Purnululu oder von der Grasart bundle bundle.
1983 überflog ein Film-Team die merkwürdigen Bienenkörbe und entdeckte sie insoweit per Zufall. Luftaufnahmen dieses Dokumentarfilms machten das Gebiet bekannt, und die ersten Besucher kamen. Benannt wurde die Bergkette vom Department of Lands And Surveys nach der bestehenden Farm. Heute ist Bungle Bungle ein Synonym für die Bienenkorb-Formation und gelegentlich – fälschlicherweise – für den gesamten Purnululu-Nationalpark, der 1987 gegründet wurde. Dieser besteht jedoch aus differenzierten Vegetationsformen und geologischen Erscheinungen, von denen die Bienenkörbe nur den südlichen und östlichen Teil ausmachen – insoweit eine pars-pro-toto-Bezeichnung.
2003 wurden die Bungle Bungle in die UNESCO-Liste des Weltkultur- und Naturerbes der Menschheit aufgenommen.

## Geologie
Die Bungle Bungle Range ist devonischen Ursprungs und ein 350 bis 375 Millionen Jahre alter Sedimentkomplex. Abgetragen wurden diese Sedimente von nördlichen Gebirgen und Hochebenen, transportiert wurden sie von gewaltigen Flusssystemen, die das Gebiet früher durchzogen. Tektonische Bewegungen haben das Gelände zweimal angehoben, einmal vor rund 250 Millionen Jahren und ein weiteres Mal vor rd. 20 Millionen Jahren. Infolge der Anhebung war das Gestein den erosiven Kräften reißender Flüsse in der Regenzeit ausgesetzt. Die charakteristischen „Bienenkorb“-Formen erhielten sie in der Zeit nach der jüngsten Anhebung.
Der Komplex ist ein international bekanntes Beispiel für den nicht sehr häufig auftretenden Sandsteinkarst. Es handelt sich dabei um eine Landschaft des Kegelkarstes.
Die auffälligen Schichtungen in Rot und Schwarz sind Sandstein mit Anteilen von Eisenmineralen, Konglomerateinlagerungen und Krusten von Cyanobakterien. Die fragilen „Dome“ sind völlig vegetationslos, da die heftigen Regenfälle während der Regenzeit das gesamte Erdreich in die Savanne im Flachland spülen, aus der sich diese Kette abrupt etwa 200 bis 300 m über ihre Umgebung erhebt. Der höchste Punkt wird mit 578 Metern erreicht.

## Infrastruktur
Der größte Teil der Bienenkorb-Region ist straßen- und weglos und insoweit völlig unzugänglich. Die vollen Ausmaße der Struktur sind nur aus der Luft zu erfassen. Der Purnululu-Nationalpark verfügt im Süden über einen Flughafen (Bellburn Airstrip), von dem in der Trockenzeit organisierte Ausflüge in den Park unternommen werden können. Nur eine kleine Randzone der eigenartigen Gebilde ist auf einem Rundwanderweg ab Piccaninny Carpark (ca. 1 km) begehbar; von diesem Wanderparkplatz gehen ferner zwei weitere Wege tiefer in enge Schluchten des Nationalparks hinein (Cathedral Gorge und Piccaninny Gorge).
Individuell Anreisende können die Bungle Bungle alternativ über den schwierigen Spring Creek Track vom Great Northern Highway aus (Einstiegsstelle 304 km südlich von Kununurra und 160 km nordöstlich von Halls Creek) mit einem Allradfahrzeug ansteuern. Für die 80 km Piste bis zum Piccaninny Carpark benötigt man 3–4 Stunden, so dass in der Regel die Wilderness-Campsites des Nationalparks in Anspruch genommen werden.